# Stéphane Tardieu
Pour les articles homonymes, voir Tardieu.
Stéphane Tardieu, né le 16 mars 1970 à Paris 16e (France), est un rameur d'aviron handisport français, médaillé d'argent aux Jeux paralympiques de Londres en 2012 et de bronze à ceux de Rio en 2016.

## Situation personnelle

### Origines
Stéphane Jacques Jean-Claude Tardieu naît le 16 mars 1970 dans le 16e arrondissement de Paris, en région Île-de-France.

## Carrière sportive
Stéphane Tardieu participe aux épreuves d'aviron en catégorie tronc et bras. Il remporte deux médailles paralympiques en deux de couple mixte avec Perle Bouge : la première d'argent aux Jeux d'été de 2012 à Londres, la seconde de bronze aux Jeux de 2016 à Rio.

## Palmarès

### Jeux paralympiques
- 2012 à Londres
  -  Médaille d'argent en deux de couple mixte
- 2016 à Rio
  -  Médaille de bronze en deux de couple mixte

### Championnats du monde
- 2010 à Karapiro
  -  Médaille d'argent en deux de couple mixte
- 2011 à Bled
  -  Médaille d'argent en deux de couple mixte
- 2013 à Chungju
  -  Médaille d'argent en deux de couple mixte
- 2014 à Amsterdam
  -  Médaille d'argent en deux de couple mixte
- 2015 à Aiguebelette
  -  Médaille de bronze en deux de couple mixte

### Championnats d'Europe
- 2022 à Munich,  Allemagne
  -  Médaille d'argent en deux de couple PR2 mixte.

### Championnats de France
- Champion de France en skiff en 2010, 2011, 2012, 2013, 2014, 2015, 2016, 2017, 2018, 2019, 2022 et 2023[4].

## Distinction
- Chevalier de l'ordre national du Mérite (2013).